# Gargara sumbawae
Gargara sumbawae är en insektsart som beskrevs av William D. Funkhouser. Gargara sumbawae ingår i släktet Gargara och familjen hornstritar. Inga underarter finns listade i Catalogue of Life.